# Norra Hallands Tidning
Norra Hallands Tidning var en tidning som gavs ut i Varberg mellan 1864 och 1876. Den slogs därefter samman ned Kungsbacka-tidningen Westkusten och bildade Norra Hallands Tidning Vestkusten. Tidningen gavs ut på onsdagar och lördagar och hade Carl Axel Kindvall som ansvarig utgivare.